# 马悠

约瑟夫·马格拉夫（德語：Josef Margraf，1953年4月3日—2010年1月26日），汉名马悠，是一名德国生态学家，一生致力于保护东南亚和云南西双版纳的热带雨林。在云南的13年间，成立了西双版纳天籽生物多样性开发中心，致力于当地热带雨林的修复和再造工作。他与妻子李旻果育有两个女儿李林妲和李宛妲，并有一养女王艺洁。他的家人在他死后依然坚持着热带雨林的保护工作。

## 生平
马悠出生在西德慕尼黑的一个小镇，是贵族大公的后裔，父亲是一名纳粹分子。他之後在盖默斯海姆長大，並後來在艾希施泰特的文法學校就讀。1974年至1979年间，馬悠在斯图加特的霍恩海姆大学学习动物学，于1985年获得了生态学的硕士和热带农业学的博士学位，随后创办了以自己名字命名的科学书籍出版公司。 
从1989年开始，他在菲律宾创建了群落式雨林再造模式，被称为“雨林再造之父”，改写了菲律宾的国策和林学院教材，并于1997年获菲律宾政府总统奖。当年菲律宾的萊特島雨林再造经过近20年的建设，得到欧盟的最佳评估，成为生物多样性雨林种植模式的样板。1997年，马悠受德国政府的委派来到中国，担任中德政府间合作的“西双版纳热带雨林恢复和保护项目”专家组组长达6年，还专门为欧盟设计了援华项目《中国西部生物多样性保护项目》，资金总额高达5100万欧元。 
1999年，马悠和李旻果在一次秘鲁大使招待晚宴上相识并于2000年结婚。婚后马悠和李旻果来到西双版纳购买下15亩橡胶林地，再把橡胶树砍掉，开始按自然生态的模式重建雨林，种下了300多种植物。二人的女儿林妲于2001年8月出生，二女儿宛妲于2003年6月出生。2004年，马悠夫妇成立了天籽生物多样性开发中心。2005年，李旻果和马悠从西双版纳勐海县老班章村民手里承包了6666.6亩土地，成立了中国首个民间生物多样性保护区——“天籽老班章生物多样性茶园保护区”；马悠为此卖掉了德国故乡的财产和自己的保险。
2010年1月，马悠因心脏病突发而在西雙版納傣族自治州景洪市內去世，享年56歲。

## 所获荣誉
- 2010年，成为“你为中国带来美好（英語：You Bring Charm to China）”奖项提名的12人之一。[6]
- 1997年，因为在莱特岛的工作获得“菲律宾总统奖（英語：Philippine Presidential Award）”。[7][8]
- 在攻读博士学位期间，获得了阿尔伯特·爱因斯坦设立的“艾泽伦父与子基金会（德語：Vater und Sohn Eiselen-Stiftung）”的奖学金。[9]